# 中國後宮制度
中國後宮是指古代中國君主配偶（后妃）、女官、宮女、未成年皇子、未婚皇女生活的居所，屬於內廷的一部份。有時也包括其他近支皇族如皇太子、親王、郡王之女眷生活的場所。通俗文化中常以「三宮六院」指稱後宮，實際上無論是后妃還是女官編制，歷代皆有不同的制度。
古代帝王對應星象天廷將王后寢宮稱為後宮，也就是北極四，並不包括勾陳六星所對應王妃宮。後來反而不包括同體天王正位宮闈的皇后寑宮中宮，而專指妃嬪寢宮或再加上紫微垣其他相關職務如陰德二星、御女四星等。
為了保持後宮女性的貞潔，後宮限制成年健全男性進入。勞動職務由女官、宮女與宦官負責。

## 君主後宮

### 君主配偶
妃嫔与皇后是君主经过正式册封的妻妾。在中国政治传统和一夫一妻多妾婚姻制度下，除一位皇后（或称王后）外，历代中国君主（皇帝、王）通常拥有人数众多的妃嫔。皇帝将众多妻妾分为不同的等级，册封各种位号，给予相应的待遇。後宮指她們生活的地方，或其生活圈子。
除此，君主有权与宫女发生性关系，因此她们亦视为准妃嫔。但宮女由於出身普遍低微的緣故，即使被臨幸也不一定能成為妃嬪，同时，以为君主生育皇子为修辞，使得拥有众多妃嫔成为合乎道德准则的行为。
后妃常见的出身有多种。君主登基前的妻妾，通常情况是把嫡妻册封为皇后，妾室册封为妃嫔。也有特殊情况是妾室册封为皇后，嫡妻册封为妃嫔或得不到册封，亦或是妻妾皆册封为妃嫔。已逝世的妻妾，会有追封。嫡妻通常追封为皇后。妾室中，以生育子女者获得追封为常见。宫女、女官与君主发生性关系有些可以获得妃嫔待遇，各朝政府会有不同的处理。也有按后宫相关制度，以选妃入宫，亦有由大臣或皇亲国戚推荐、进献入宫。還有由地方或臣民、外藩进献入宫的贡女。少數是君主以有夫之婦或未婚女子為情婦，後來冊封她們為妃嬪，但中國歷史上并不多见，君主情婦正式入宫为妃嫔者更少，金废帝则无所顾忌，后宫中多有入宫前既与其私通者。此外在一些多個地位相當的國家並立的時代，如魏晉南北朝時期，還有各國皇室之間互相聯姻。
除了妃嬪之外，有些君主還有些沒有正式冊封，但得到皇族身份的妾室。

### 其他被臨幸女性
有些女性雖然與君主發生性關係，但沒有得到皇族身份，可分為宮女、女官出身的婢妾，以及身為貴族女性或民女又與君主發生性關係但不被視為君主配偶的滕。有些婢妾雖然得到特殊身份、額外賞賜或擢升官品，但因為出身卑微，得不到皇族待遇，仍被視為宮中僕役身份，例如宋代一些皇帝婢妾封為紅霞帔、紫霞帔，清代皇宮中的官女子等。有些會因為受寵而獲君主賜爵位，例如唐高宗時期武順、賀蘭氏分別封韓國夫人、魏國夫人，唐玄宗時期楊貴妃之姊韓國夫人、虢國夫人、秦國夫人。也有些沒有得到任何特殊身份。

### 女官、宮女
後宮除了君主配偶外，還有大量女性僕役，即宮女。而有一定品級、官職的宮女則稱為女官，各種宮女、女官有不同的職務，從文書工作到體力勞動皆有。
歷朝的具體制度均有不同。例如北魏時女官有內司（位視尚書令、尚書僕射），作司、大監、女侍中（位視二品，侍中乃門下省長官），監、女尚書、美人、女史、女賢人、書史、書女、小書女（位視三品），中才人、供人、中使、女生才人、恭使宮人（位視四品），春衣、女酒、女饗、女食、奚官女奴（位視五品）。
唐朝時，後宮仿照六部設六局：尚宮局、尚儀局、尚服局、尚食局、尚寢局、尚功局，六局首席女官合稱「六尚」，各定員二人，正五品，為尚宮、尚儀、尚服、尚食、尚寢、尚功，相當於六部尚書。六局統領二十四司，皆為正六品；其下又有二十四典，皆正七品；再之下有二十四掌，皆正八品；掌之下又各設女史。管理宮中一應事務。六局制度一直延續至明代，清代廢除六局女官制度，宮女由宦官管轄的內務府管理。
女官有的品高位顯、有權有勢，不僅在宮中受尊重，甚至得到外朝官的逢迎，有的因此得以干預朝政，但實際上並沒有參與朝政的權利，她們實際上仍然是後宮的僕役，《舊唐書》就記載唐高祖李淵之子、舒王李元名的保傅曾經對李元名說尚宮品秩高，他應該去拜見她，李元名卻說尚宮只是二哥（唐太宗）的家婢，自己不需要對她行拜禮。
但也有女官如唐朝中業時期的内學士、尚宮宋若莘姐妹，由唐德宗召入宫，考問經史大義，深為讚歎，唐德宗能作詩，每次與侍臣作詩唱和，都要宋氏姊妹出席，唐德宗欽佩她們卓爾不群的氣節，不以宮女妾侍對待，稱呼她們為學士、先生，唐憲宗、唐穆宗、唐敬宗三帝都稱她們為先生，六宮嬪媛和諸王公主駙馬也都以禮相待，十分尊重她。

## 皇族後宮
自漢代起，皇太子正妻稱皇太子妃，側室有良娣、孺子，共三级；皇孙正妻稱夫人，側室無正式位號，稱家人子。
唐代親王正妻為親王妃，側室有孺人、媵兩等；嗣王、郡王在正妻（妃）以下有媵。
明代親王正妻為親王妃，側室有次妃、夫人兩等。
清代親王、郡王及其兒子的妻妾中，地位較高者稱為福晉，妻子稱嫡福晉，側室為側福晉(此乃女真多妻制遺風，側福晉被視為眾妻之一，地位遠高於妾)，妾室依次分別為庶福晉、格格、官女子，嫡福晉及側福晉需經朝廷正式冊封，嫡福晉由皇帝親封，側福晉則由禮部代封，因此不論嫡福晉或側福晉必須上奏請婚，其他庶福晉、格格、官女子則不用冊封，可私下納入。

## 後宮建築
漢朝後宮位於未央宮內，主殿為椒房殿，位於中軸線上，多為中宮居所，其側有飛翔殿、合歡殿、披香殿、鴛鸞殿、昭陽殿、增成殿、蘭林殿、鳳凰殿、漪蘭殿，為妃嬪及皇子女住所，另有掖庭。
唐朝後宮於大明宮紫宸殿北。
明朝後宮和清朝後宮為“三宫六院”中的西六宮，即：储秀宫、翊坤宫、永寿宫、长春宫、咸福宫、啟祥宮。，後來「西宮」也成為妃嬪的代稱。

### 引用
1. ↑  《明史·列传第二·后妃二》：「孝烈皇后方氏，世宗第三后也，江宁人。帝即位且十年，未有子。大学士张孚敬言：『古者天子立后，并建六宫、三夫人、九嫔、二十七世妇、八十一御妻，所以广嗣也。陛下春秋鼎盛，宜博求淑女，为子嗣计。』从之。」
2. ↑  .   [2017-11-03]. （原始内容存档于2016-03-04）.
3. ↑  《舊唐書·列傳第十四》：「（李）元名保傅等謂元名曰：『尚宮品秩高者，見宜拜之。』元名曰：『此我二哥家婢也，何用拜為？』」
4. ↑  《舊唐書·列傳第二》后妃傳下：女學士尚宮宋氏章
5. ↑  《新唐書·列傳第二》后妃傳下
6. ↑  《中国文化知识精华》，湖北人民出版社，ISBN：7-216-00281-4/G·18